# Michał Śliwiński
Michał Śliwiński (in russo Михаил Ярославович Сливинский?, Michail Jaroslavovič Slivinskij, in ucraino Михайло Ярославович Слівінський?, Michajlo Jaroslavovyč Slivins'kij; Dobrotvir, 5 febbraio 1970) è un ex canoista sovietico naturalizzato polacco.

## Carriera
Alle Olimpiadi di Seul 1988 ha vinto un argento per l'Unione Sovietica, confermandosi all'edizione successiva di Barcellona 1992. Dopo lo scorporo dell'Unione Sovietica, ha gareggiato per il suo paese natale, l'Ucraina. Nel 2001 ha quindi accettato l'invito di rappresentare la Polonia. Nelle ultimi edizioni olimpiche non ha più raccolto grandi risultati.

## Palmarès
- Olimpiadi

Seoul 1988: argento nel C1 500 m.
Barcellona 1992: argento nel C1 500 m.
- Mondiali

1989: oro nel C1 500 m.
1990: oro nel C1 500 m.
1991: oro nel C1 500 m.
1994: bronzo nel C1 200 m e C1 500 m.
1995: bronzo nel C1 200 m.
1997: bronzo nel C1 200 m e C1 500 m.
1998: bronzo nel C1 200 m e C1 500 m.
2001: oro nel C2 1000 m e bronzo nel C1 200 m.
2002: oro nel C2 1000 m.
2003: argento nel C4 500 m.
2005: oro nel C4 1000 m e bronzo nel C4 500 m.
- Campionati europei di canoa/kayak sprint

Plovdiv 1997: bronzo nel C1 200m.
Poznań 2000: bronzo nel C4 200m.
Seghedino 2002: argento nel C2 1000m.
Poznań 2004: oro nel C2 1000m.
Poznań 2005: argento nel C2 500m.